# Lovi Poe
Lourdes Virginia Poe Morán (Ciudad Quezón; 11 de febrero de 1989), conocida artísticamente como Lovi Poe, es una actriz y cantante pop filipina.

## Biografía
Lovi Poe nació el 11 de febrero de 1989 en Ciudad Quezón y es hija del actor Fernando Poe, Jr.. Estudió en el Colegio San Agustín en Makati, donde terminó la escuela secundaria el 31 de marzo de 2007. Más adelante tomó clases en la Academia Internacional de Economía de la misma ciudad. Se especializó en psicología durante sus estudios en la escuela superior "Miriam College", en Ciudad Quezón. 

## Carrera
Comenzó como cantante siendo su primera canción "Igual igual". Interpretó además un tema musical titulado "Without You", junto al dúo musical Same Same de Tailandia. Que fue incluida en el álbum debut del mismo, titulado "The Meaning of Happy". Como actriz, protagonizó el personaje de "Kristal" en Bakekang, una serie de televisión filipina del 2006; actuación por la cual fue premiada en la edición 21 de los PMPC Star Awards.

## Discografía

### Estudio Álbumes
- Bloom (2008, Sony BMG)
- The Best of My Heart (2006, Sony BMG)

### Otras Obras
- The Meaning of Happy.  - "Sin Ti"